# Gumprechtsberg
Gumprechtsberg ist ein Ort und eine Katastralgemeinde in der Gemeinde Bergland, Niederösterreich.

## Geografie
Die Streusiedlung Gumprechtsberg liegt östlich von Wieselburg an der Landesstraße L105. Die Katastralgemeinde besteht noch aus Annatsberg, dem Weiler Preßbach, den Rotten Dürnbach, Lehen und Schöllenbach sowie aus einigen Einzellagen.

## Geschichte
Im Franziszeischen Kataster von 1822 ist das Dorf mit vier Gehöften verzeichnet und zur Katastralgemeinde gehörte neben den genannten Ortslagen auch Breiteneich, das heute zu Petzenkirchen zählt. Laut Adressbuch von Österreich waren im Jahr 1938 in der Ortsgemeinde Gumprechtsberg eine Schneiderin und ein Landwirt mit Direktvertrieb ansässig. Weiters bewirtschaftete die Aktienbrauerei Wieselburg ihre Äcker und die Bundesversuchswirtschaft Wieselburg unterhielt ebenso einige Agrarflächen.
Zum 1. Jänner 1972 wurden mit der NÖ. Kommunalstrukturverbesserung die Gemeinden Gumprechtsberg und Holzing mit der Gemeinde Bergland zusammengelegt.